# Motorvoetbal
Motorvoetbal of Motoball is een tak van de motorsport waarbij het erom gaat vanaf de motorfiets een grote bal in het doel te schieten. 
Motoball is een teamsport. Een motoballwedstrijd wordt gespeeld met twee ploegen bestaande uit een keeper, vier veldspelers, drie wisselspelers, een monteur en een coach. Het veld is even groot als een voetbalveld en de motorfietsen mogen maximaal 250cc cilinderinhoud hebben. Motoball is vooral populair in Frankrijk, Duitsland en de voormalige Sovjet-Unie.
Er wordt met een 40 cm grote bal van 1200 gram met de voet op een voetbalmotor zittend geprobeerd een doelpunt te maken. Het is dus eigenlijk voetbal op een motorfiets. Een wedstrijd duurt 4 x 20 minuten, met daar tussenin 10 minuten pauze.
Anno 2024 kwam de enige Nederlandse motoball-vereniging, die van Budel, uit in de zuidelijke afdeling van de Duitse competitie.